# Nati nel 1972/Agosto
| Questa pagina contiene informazioni ricavate automaticamente dalle voci biografiche con l'ausilio del template Bio e di un bot. L'aggiornamento è periodico e automatico e ricostruisce completamente la pagina. Se manca una persona in questa lista, sei pregato di non aggiungerla, ma accertati piuttosto che la sua voce biografica contenga il template Bio e che i dati anagrafici siano correttamente compilati. Se il template Bio manca, inseriscilo tu stesso o, in alternativa, metti l'avviso {{tmp\|Bio}} che ne segnala la mancanza. Se i dati riportati sono sbagliati, correggi direttamente la voce biografica; le modifiche saranno visibili in questa lista entro pochi giorni. Per chiarimenti vedi il progetto biografie. La lista contiene solo le 353 persone che sono citate nell'enciclopedia e per le quali è stato implementato correttamente il template Bio. Pagina aggiornata al 10 ago 2025. |

- 1º agosto - Nicke Andersson, cantante, chitarrista e batterista svedese
- 1º agosto - Christer Basma, dirigente sportivo, allenatore di calcio e calciatore norvegese
- 1º agosto - Marc Costanzo, cantante canadese
- 1º agosto - Martin Damm, allenatore di tennis e ex tennista ceco
- 1º agosto - D-Von Dudley, ex wrestler statunitense
- 1º agosto - Bledar Kola, allenatore di calcio e ex calciatore albanese
- 1º agosto - Matumona Lundala, ex calciatore angolano
- 1º agosto - Vadim Milov, scacchista svizzero
- 1º agosto - Sergio Moro, giurista e politico brasiliano
- 1º agosto - Linton Osborne, cantante britannico
- 1º agosto - Van Taylor, politico e militare statunitense
- 1º agosto - Thomas Woods, storico e scrittore statunitense
- 2 agosto - Adam F, produttore discografico, disc jockey e compositore britannico
- 2 agosto - Mohamed Al-Deayea, ex calciatore saudita
- 2 agosto - Shaker Al-Shujaa, ex calciatore saudita
- 2 agosto - An Seon-mi, ex cestista sudcoreana
- 2 agosto - Trond Fausa Aurvåg, attore norvegese
- 2 agosto - Jacinda Barrett, attrice australiana
- 2 agosto - Muriel Bowser, politica statunitense
- 2 agosto - Paul Burke, ex cestista e allenatore di pallacanestro statunitense
- 2 agosto - Matthew Del Negro, attore e doppiatore statunitense
- 2 agosto - Paki Meduri, scenografo italiano
- 2 agosto - Federico Méndez, ex rugbista a 15, allenatore di rugby a 15 e imprenditore argentino
- 2 agosto - Daniele Nardello, dirigente sportivo e ex ciclista su strada italiano
- 2 agosto - Corinne Rey-Bellet, sciatrice alpina svizzera († 2006)
- 2 agosto - Andy Scott, allenatore di calcio e ex calciatore inglese
- 2 agosto - Nélson António Soares da Gama, ex calciatore portoghese
- 2 agosto - Justyna Steczkowska, cantante polacca
- 2 agosto - Nick Zisti, ex rugbista a 13 e ex rugbista a 15 australiano
- 3 agosto - Massimo Bitossi, doppiatore italiano
- 3 agosto - Brigid Brannagh, attrice statunitense
- 3 agosto - Adrià Collado, attore spagnolo
- 3 agosto - Patrik Isaksson, cantante svedese
- 3 agosto - Christian Keller, ex nuotatore tedesco
- 3 agosto - Melissa Ponzio, attrice statunitense
- 3 agosto - Sébastien Verdier, fumettista francese
- 4 agosto - Davide Amaduzzi, pilota automobilistico italiano
- 4 agosto - Eva Amaral, cantante e musicista spagnola
- 4 agosto - Audrey Azoulay, politica e funzionario francese
- 4 agosto - Predrag Đorđević, ex calciatore serbo
- 4 agosto - José Vicente García, dirigente sportivo e ex ciclista su strada spagnolo
- 4 agosto - Michael Grant, pugile statunitense
- 4 agosto - Wasabi Mizuta, doppiatrice giapponese
- 4 agosto - Fawzi Moussouni, allenatore di calcio e ex calciatore algerino
- 4 agosto - Dan Payne, attore canadese
- 4 agosto - Daniel Šarić, ex calciatore croato
- 4 agosto - Luca Zardini, arrampicatore italiano
- 5 agosto - J-Ax, rapper, cantautore e produttore discografico italiano
- 5 agosto - Krzysztof Charamsa, presbitero e teologo polacco
- 5 agosto - Maxence Flachez, allenatore di calcio e ex calciatore francese
- 5 agosto - Reika Kirishima, attrice giapponese
- 5 agosto - Yann Lachuer, allenatore di calcio e ex calciatore francese
- 5 agosto - Marc Libbra, ex calciatore e ex giocatore di beach soccer francese
- 5 agosto - Darren Shahlavi, attore, artista marziale e stuntman inglese († 2015)
- 5 agosto - Shunmugham Subramani, ex calciatore singaporiano
- 5 agosto - Franco Travaglio, regista e compositore italiano
- 5 agosto - Theodore Whitmore, allenatore di calcio e ex calciatore giamaicano
- 5 agosto - Niels Wittich, dirigente sportivo tedesco
- 5 agosto - Christian Olde Wolbers, bassista belga
- 5 agosto - Budiman Yunus, ex calciatore indonesiano
- 6 agosto - Paolo Bacigalupi, scrittore statunitense
- 6 agosto - Gianpiero Borgia, regista teatrale e direttore artistico italiano
- 6 agosto - Karen Disher, doppiatrice e animatrice statunitense
- 6 agosto - Geri Halliwell, cantante, attrice e scrittrice britannica
- 6 agosto - Ihosvany Hernández, allenatore di pallavolo e ex pallavolista cubano
- 6 agosto - Marco Morgenstern, ex biatleta tedesco
- 6 agosto - Anthony Muroni, giornalista e scrittore italiano
- 6 agosto - Tetjana Nakazna, pentatleta ucraina
- 6 agosto - Jason O'Mara, attore irlandese
- 6 agosto - Benedetta Parodi, giornalista, conduttrice televisiva e scrittrice italiana
- 7 agosto - Martin Carruthers, allenatore di calcio e ex calciatore inglese
- 7 agosto - Federico Cossato, ex calciatore italiano
- 7 agosto - Giorgio De Bettin, dirigente sportivo, allenatore di hockey su ghiaccio e ex hockeista su ghiaccio italiano
- 7 agosto - Luca De Carlo, politico italiano
- 7 agosto - Andrea De Rossi, ex rugbista a 15, allenatore di rugby a 15 e dirigente sportivo italiano
- 7 agosto - Steve Delaup, ex saltatore con gli sci francese
- 7 agosto - Andrej Kondrašov, ex calciatore sovietico
- 7 agosto - Ghislain Lemaire, judoka francese
- 7 agosto - Davide Lorino, attore italiano
- 7 agosto - Xeno Müller, ex canottiere svizzero
- 7 agosto - Jotham Napat, politico vanuatuano
- 7 agosto - Brad Patton, attore pornografico, pattinatore artistico su ghiaccio e personaggio televisivo australiano
- 7 agosto - Gerry Peñalosa, pugile filippino
- 7 agosto - Aleksej Popogrebskij, regista e sceneggiatore russo
- 7 agosto - Behrouz Rahbarifar, ex calciatore iraniano
- 7 agosto - Paolo Ricci, attore italiano
- 7 agosto - Chip Roy, politico statunitense
- 7 agosto - Greg Serano, attore statunitense
- 7 agosto - Goran Vlaović, ex calciatore croato
- 8 agosto - Mauro Biello, allenatore di calcio e ex calciatore canadese
- 8 agosto - Saeed Karimian, imprenditore iraniano († 2017)
- 8 agosto - László Kiss, astronomo ungherese
- 8 agosto - Axel Merckx, dirigente sportivo e ex ciclista su strada belga
- 8 agosto - Tatsuya Murata, ex calciatore giapponese
- 8 agosto - Éric Poujade, ginnasta francese († 2024)
- 8 agosto - Branko Savić, ex calciatore serbo
- 8 agosto - Daniela Tavalazzi, allenatrice di calcio e ex calciatrice italiana
- 9 agosto - Bang Si-hyuk, paroliere, compositore e produttore discografico sudcoreano
- 9 agosto - Aitor Huegun, ex calciatore spagnolo
- 9 agosto - A-mei, cantante e compositrice taiwanese
- 9 agosto - Miroslav Januš, ex tiratore a segno ceco
- 9 agosto - Juanes, cantante e chitarrista colombiano
- 9 agosto - Brian Loney, ex hockeista su ghiaccio canadese
- 9 agosto - Emilio Nappa, arcivescovo cattolico italiano
- 9 agosto - Paul Phillips, informatico, imprenditore e giocatore di poker statunitense
- 9 agosto - Ingo Seibert, ex atleta, ex giocatore di football americano e ex bobbista tedesco
- 9 agosto - Liz Vassey, attrice statunitense
- 10 agosto - Lawrence Dallaglio, ex rugbista a 15 e dirigente sportivo britannico
- 10 agosto - Angie Harmon, attrice e ex modella statunitense
- 10 agosto - Christofer Johnsson, cantante e musicista svedese
- 10 agosto - Miro Jurić, ex cestista e allenatore di pallacanestro croato
- 10 agosto - Igor' Kudelin, ex cestista e allenatore di pallacanestro russo
- 10 agosto - Mike McGlone, attore, cantautore e scrittore statunitense
- 10 agosto - Maisa Rojas, fisica, climatologa e politica cilena
- 10 agosto - Stefano Sacchetti, allenatore di calcio e ex calciatore italiano
- 10 agosto - Marcin Sobala, schermidore polacco
- 10 agosto - Emily Warfield, attrice statunitense
- 10 agosto - Zhuang Yong, ex nuotatrice cinese
- 11 agosto - Hasan Abbasifar, scacchista iraniano
- 11 agosto - Paolo Berizzi, giornalista e saggista italiano
- 11 agosto - Lisca, allenatore di calcio brasiliano
- 11 agosto - Luca Compagnon, allenatore di calcio, dirigente sportivo e ex calciatore italiano
- 11 agosto - Antonio D'Ausilio, attore e personaggio televisivo italiano
- 11 agosto - Reinhold Harrasser, allenatore di calcio e ex calciatore italiano
- 11 agosto - Hosea Kogo, ex maratoneta e mezzofondista keniota
- 11 agosto - Stian Larsen, ex calciatore norvegese
- 11 agosto - Vasos Melanarkitīs, ex calciatore cipriota
- 11 agosto - Agnes Samaria, ex mezzofondista namibiana
- 11 agosto - Joane Somarriba, ex ciclista su strada spagnola
- 11 agosto - V"jačeslav Zahorodnjuk, ex pattinatore artistico su ghiaccio ucraino
- 12 agosto - Harald Benz, ex calciatore liechtensteinese
- 12 agosto - Mark Davis, giocatore di snooker inglese
- 12 agosto - Del tha Funkee Homosapien, rapper statunitense
- 12 agosto - David Jost, compositore e produttore discografico tedesco
- 12 agosto - Mark Kinsella, allenatore di calcio e ex calciatore irlandese
- 12 agosto - Hiroyuki Kobayashi, informatico giapponese
- 12 agosto - Ivanoe Lanzara, allenatore di calcio e ex calciatore italiano
- 12 agosto - Tony Marsh, ex rugbista a 15, imprenditore e preparatore atletico neozelandese
- 12 agosto - Mahsa Mohebali, scrittrice, sceneggiatrice e critica letteraria iraniana
- 12 agosto - Paolo Orlandoni, allenatore di calcio e ex calciatore italiano
- 12 agosto - Daniela Piazza, attrice italiana
- 12 agosto - Aleksandr Porchomovskij, ex velocista russo
- 12 agosto - Dimitri Reinderman, scacchista olandese
- 12 agosto - Takanohana III, lottatore di sumo giapponese
- 12 agosto - Allison Tranquilli, ex cestista australiana
- 12 agosto - Toshihiro Uchida, ex calciatore giapponese
- 12 agosto - Paolo Vanoli, allenatore di calcio e ex calciatore italiano
- 13 agosto - Crystal Allen, attrice statunitense
- 13 agosto - Hush, rapper statunitense
- 13 agosto - Fernando Echavarri, velista spagnolo
- 13 agosto - James Forrest, ex cestista statunitense
- 13 agosto - Kevin Plank, imprenditore e dirigente d'azienda statunitense
- 14 agosto - Yamilé Aldama, triplista cubana
- 14 agosto - Davide Benetello, karateka italiano
- 14 agosto - Harles Bourdier, ex calciatore paraguaiano
- 14 agosto - Olle Håkanson, ex cestista svedese
- 14 agosto - Takako Honda, doppiatrice giapponese
- 14 agosto - Laurent Lamothe, politico e imprenditore haitiano
- 14 agosto - Jay Manuel, fotografo, modello e truccatore canadese
- 14 agosto - Giuseppe Mazzarelli, ex calciatore svizzero
- 14 agosto - Ed O'Bannon, ex cestista statunitense
- 14 agosto - Cristina Quaranta, showgirl italiana
- 14 agosto - Karl Ready, ex calciatore gallese
- 14 agosto - Marco Serpellini, ex ciclista su strada italiano
- 14 agosto - David Stone, comico e scrittore francese
- 14 agosto - Yoo Jae-suk, comico e conduttore televisivo sudcoreano
- 14 agosto - Cristian Zorzi, ex fondista italiano
- 15 agosto - Ben Affleck, attore, regista e sceneggiatore statunitense
- 15 agosto - Neja, cantautrice italiana
- 15 agosto - Raffaello Caserta, ex schermidore italiano
- 15 agosto - Kimberly Cheatle, poliziotta statunitense
- 15 agosto - Antonio Damato, ex arbitro di calcio italiano
- 15 agosto - Mikey Graham, cantante irlandese
- 15 agosto - Giovanna Griffo, fotografa italiana
- 15 agosto - Agnieszka Kotlarska, modella polacca († 1996)
- 15 agosto - Bjørn Myrbakken, ex saltatore con gli sci norvegese
- 15 agosto - Andrzej Stelmach, allenatore di pallavolo e ex pallavolista polacco
- 15 agosto - Matthew Wood, montatore statunitense
- 16 agosto - Ali Al Thani, ex calciatore bahreinita
- 16 agosto - Frankie Boyle, comico e sceneggiatore scozzese
- 16 agosto - Giovanni Dall'Igna, allenatore di calcio e ex calciatore italiano
- 16 agosto - James Dalton, ex rugbista a 15 sudafricano
- 16 agosto - Gianluca Ferrara, politico italiano
- 16 agosto - Stan Lazaridis, ex calciatore australiano
- 16 agosto - Sjarhej Laŭrenaŭ, ex sollevatore bielorusso
- 16 agosto - Andrea Ortis, attore e regista italiano
- 16 agosto - Emily Robison, musicista statunitense
- 16 agosto - Paul Sun-Hyung Lee, attore e conduttore televisivo sudcoreano
- 17 agosto - Ty, rapper britannico († 2020)
- 17 agosto - Federico Colonna, ex ciclista su strada italiano
- 17 agosto - Carlos Contreras, ex calciatore venezuelano
- 17 agosto - Jack Pyc, bobbista canadese
- 17 agosto - Ken Ryker, ex attore pornografico statunitense
- 17 agosto - Andreas Schlütter, ex fondista tedesco
- 18 agosto - Ibrahim Al-Helwah, ex calciatore saudita
- 18 agosto - Teresa Arias, ex cestista dominicana
- 18 agosto - Hélder Baptista, allenatore di calcio e ex calciatore portoghese
- 18 agosto - Adda Djørup, scrittrice danese
- 18 agosto - Masahiro Nakai, cantante, attore e conduttore televisivo giapponese
- 18 agosto - Lucio Nicoletto, vescovo cattolico e missionario italiano
- 18 agosto - Darragh O'Mahony, ex rugbista a 15 irlandese
- 18 agosto - Gudrun Pflüger, fondista di corsa in montagna, biologa e attivista austriaca († 2023)
- 18 agosto - Leonardo Sapere, violoncellista argentino
- 18 agosto - Sven Teutenberg, ex ciclista su strada tedesco
- 18 agosto - Julio de la Rosa, compositore e cantante spagnolo
- 19 agosto - Roberto Abbondanzieri, allenatore di calcio e ex calciatore argentino
- 19 agosto - Nobuyuki Anzai, scrittore e fumettista giapponese
- 19 agosto - Greg Bryk, attore canadese
- 19 agosto - Mirko Casadei, cantante e musicista italiano
- 19 agosto - Sammi Cheng, cantante e attrice cinese
- 19 agosto - James Comer, politico statunitense
- 19 agosto - Richard Gómez, ex calciatore paraguaiano
- 19 agosto - Lucas Macri, astronomo argentino
- 19 agosto - Cristina Piolini, alpinista italiana
- 19 agosto - Chihiro Yonekura, cantante giapponese
- 20 agosto - Derrick Alston, allenatore di pallacanestro e ex cestista statunitense
- 20 agosto - Marco Bonini, attore italiano
- 20 agosto - Melvin Booker, ex cestista statunitense
- 20 agosto - Alessandro Chiti, fantino italiano
- 20 agosto - Eva García Sáenz de Urturi, scrittrice spagnola
- 20 agosto - Gordana Grubin, ex cestista jugoslava
- 20 agosto - Olivier Guégan, allenatore di calcio e ex calciatore francese
- 20 agosto - Chaney Kley, attore statunitense († 2007)
- 20 agosto - Scott Quinnell, rugbista a 13, rugbista a 15 e giornalista britannico
- 20 agosto - Pavel Vavilov, ex biatleta russo
- 21 agosto - Ali Hassan Al-Yami, ex calciatore saudita
- 21 agosto - Alberto Barachini, giornalista e politico italiano
- 21 agosto - Roméo Calenda, ex calciatore francese
- 21 agosto - Simone Crolla, politico italiano
- 21 agosto - Rita Deli, pallamanista ungherese
- 21 agosto - Ronnie Ekelund, ex calciatore danese
- 21 agosto - Djóni Joensen, ex calciatore faroese
- 21 agosto - Nino Katamadze, cantante georgiana
- 21 agosto - Luciano de Souza, allenatore di calcio e ex calciatore brasiliano
- 21 agosto - Ramiz Mamedov, ex calciatore russo
- 21 agosto - Stefano Moriggi, storico e filosofo italiano
- 21 agosto - Jiří Plíšek, allenatore di calcio e ex calciatore ceco
- 21 agosto - Erik Schlopy, ex sciatore alpino statunitense
- 21 agosto - Dwayne Whitfield, ex cestista statunitense
- 22 agosto - Verónica Arroyos, ex cestista messicana
- 22 agosto - Andrija Balajić, ex calciatore croato
- 22 agosto - Naoto Hiraoka, autore di videogiochi giapponese
- 22 agosto - Simona Malpezzi, politica italiana
- 22 agosto - Steve Plater, pilota motociclistico britannico
- 22 agosto - Ri Yong-sam, lottatore nordcoreano
- 23 agosto - Davran Babaev, ex calciatore kirghiso
- 23 agosto - Erika Bella, ex attrice pornografica ungherese
- 23 agosto - Mauro Bonomi, ex calciatore italiano
- 23 agosto - Stephen Bradley, trombettista, tastierista e cantante statunitense
- 23 agosto - Roberto Giulio Cassiano, compositore italiano
- 23 agosto - Vanessa Galipoli, attrice e conduttrice televisiva italiana
- 23 agosto - Souad Massi, cantautrice e musicista algerina
- 23 agosto - Khemraj Naiko, ex altista mauriziano
- 23 agosto - Anna Orlova, ex slittinista lettone
- 23 agosto - Anamarija Petričević, ex nuotatrice croata
- 23 agosto - Petter Christian Singsaas, ex calciatore norvegese
- 23 agosto - Oleksandr Svitlyčnyj, ex ginnasta ucraino
- 23 agosto - Manuel Vidrio, allenatore di calcio e ex calciatore messicano
- 24 agosto - Juan Luis Barragán Rodríguez, ex giocatore di calcio a 5 spagnolo
- 24 agosto - Jason Bowen, ex calciatore gallese
- 24 agosto - Jean-Luc Brassard, ex sciatore freestyle canadese
- 24 agosto - Ava DuVernay, regista, sceneggiatrice e imprenditrice statunitense
- 24 agosto - Srdan Golubović, regista serbo
- 24 agosto - Alain Hernández, ex giocatore di calcio a 5 cubano
- 24 agosto - Joélcio Joerke, ex cestista brasiliano
- 24 agosto - Jost Pieper, attore tedesco
- 24 agosto - Christian Ruud, allenatore di tennis e ex tennista norvegese
- 24 agosto - Carlos Scala, ex giocatore di calcio a 5 brasiliano
- 24 agosto - Francesco Secchiari, ex ciclista su strada italiano
- 24 agosto - Fritz Strobl, ex sciatore alpino austriaco
- 24 agosto - Alessandro Trimarchi, ex pallavolista italiano
- 24 agosto - Todd Young, politico e militare statunitense
- 24 agosto - Ol'ga Zav'jalova, ex fondista russa
- 25 agosto - Nikolaj Arcel, regista e sceneggiatore danese
- 25 agosto - Jessica Boevers, attrice statunitense
- 25 agosto - Federico Bonaglia, economista e scrittore italiano
- 25 agosto - Jorge Braz, allenatore di calcio a 5 e ex calciatore portoghese
- 25 agosto - Rihards Butkus, calciatore lettone († 2021)
- 25 agosto - Miguel Ángel Castillo, ex calciatore cileno
- 25 agosto - Federico Conte, politico italiano
- 25 agosto - Wilfried Delbroek, ex calciatore belga
- 25 agosto - Tony Dumas, ex cestista statunitense
- 25 agosto - Gülben Ergen, cantante turca
- 25 agosto - Catarina Furtado, conduttrice televisiva e attrice portoghese
- 25 agosto - Elmarie Gerryts, ex astista sudafricana
- 25 agosto - Marvin Harrison, ex giocatore di football americano statunitense
- 25 agosto - Siniša Mali, economista e politico serbo
- 25 agosto - Steve Mifsud, giocatore di snooker australiano
- 25 agosto - Raul Ruiz, politico e medico statunitense
- 25 agosto - Davide Sanguinetti, allenatore di tennis e ex tennista italiano
- 25 agosto - Pierpaolo Sileri, politico italiano
- 25 agosto - Aleksandr Širšov, ex schermidore russo
- 25 agosto - Róbert Tomaschek, ex calciatore slovacco
- 25 agosto - Joe Wright, regista e produttore cinematografico britannico
- 25 agosto - Amarildo Zela, allenatore di calcio e ex calciatore albanese
- 26 agosto - Leticia Brédice, attrice argentina
- 26 agosto - Óscar Chiaramello, ex cestista argentino
- 26 agosto - Sherell Ford, ex cestista e allenatore di pallacanestro statunitense
- 26 agosto - Paula Hawkins, scrittrice e giornalista britannica
- 26 agosto - Anton Judin, ex cestista e allenatore di pallacanestro russo
- 26 agosto - Loredana Lecciso, giornalista e cantante italiana
- 26 agosto - Marie-Rose Morel, politica belga († 2011)
- 26 agosto - Fabrizio Patriarca, scrittore e saggista italiano
- 26 agosto - Stéphane Risacher, ex cestista francese
- 27 agosto - Chris Armas, allenatore di calcio e ex calciatore portoricano
- 27 agosto - Alessandro Del Grosso, allenatore di calcio e ex calciatore italiano
- 27 agosto - Espen Horsrud, ex calciatore norvegese
- 27 agosto - Jazz, ex wrestler statunitense
- 27 agosto - The Great Khali, ex wrestler e attore indiano
- 27 agosto - Denise Lewis, ex multiplista britannica
- 27 agosto - Jimmy Pop, cantante, musicista e rapper statunitense
- 27 agosto - Barbara Saltamartini, politica italiana
- 27 agosto - Mike Smith, attore canadese
- 27 agosto - Róbert Ragnar Spanó, giurista islandese
- 27 agosto - José Anthony Torres, ex calciatore panamense
- 27 agosto - Patricia Vico, attrice spagnola
- 27 agosto - Rhun ap Iorwerth, politico e giornalista britannico
- 28 agosto - Jarno Boesveld, pilota motociclistico olandese
- 28 agosto - Franck Boidin, ex schermidore francese
- 28 agosto - Boris Chlebnikov, regista russo
- 28 agosto - Aleksej Djumin, politico russo
- 28 agosto - Saša Drakulić, ex calciatore serbo
- 28 agosto - Giuseppe Mingione, matematico italiano
- 28 agosto - Cheryl Porter, cantante statunitense
- 28 agosto - Omayra Sánchez, colombiana († 1985)
- 28 agosto - Dzmitryj Zavadski, giornalista bielorusso
- 29 agosto - Bae Yong-joon, attore sudcoreano
- 29 agosto - Radek Bejbl, ex calciatore ceco
- 29 agosto - Fabien Cool, ex calciatore francese
- 29 agosto - Jan Frode Andersen, ex tennista norvegese
- 29 agosto - Kentarō Hayashi, allenatore di calcio e ex calciatore giapponese
- 29 agosto - Jonas Höglund, ex hockeista su ghiaccio svedese
- 29 agosto - Amanda Marshall, cantante canadese
- 29 agosto - Linda Olofsson, ex nuotatrice svedese
- 29 agosto - Nino Pršeš, cantante bosniaco
- 29 agosto - Michael Simon, disc jockey e produttore discografico tedesco
- 29 agosto - Sara Stridsberg, scrittrice, drammaturga e traduttrice svedese
- 29 agosto - Mike Taylor, allenatore di pallacanestro statunitense
- 29 agosto - Farahia Teuria, ex calciatore francese
- 29 agosto - Demba Traoré, politico e avvocato maliano
- 30 agosto - Kaya Brüel, cantante e attrice danese
- 30 agosto - Cameron Diaz, attrice e ex modella statunitense
- 30 agosto - Hani Hanjour, terrorista saudita († 2001)
- 30 agosto - Markus Karlsson, ex calciatore svedese
- 30 agosto - Christy Lemire, critica cinematografica e personaggio televisivo statunitense
- 30 agosto - Pavel Nedvěd, dirigente sportivo e ex calciatore ceco
- 30 agosto - Nicolas Koretzky, attore, sceneggiatore e regista francese
- 30 agosto - Stephen Silver, disegnatore e character designer inglese
- 30 agosto - Vegard Strøm, ex calciatore norvegese
- 30 agosto - Gerhard Urain, ex fondista austriaco
- 31 agosto - Simon Aitchison, ex giocatore di calcio a 5 australiano
- 31 agosto - Miroslav Hlinka, hockeista su ghiaccio slovacco († 2014)
- 31 agosto - Kōnstantinos Kōnstantinidīs, allenatore di calcio e ex calciatore greco